# Sant Anhan de Vercòrs
Sant Anhan de Vercòrs (en francès Saint-Agnan-en-Vercors) és un municipi francès situat al departament de la Droma i a la regió d'Alvèrnia-Roine-Alps. L'any 2007 tenia 384 habitants.

## Demografia

### Població
El 2007 la població de fet de Saint-Agnan-en-Vercors era de 384 persones. Hi havia 152 famílies de les quals 36 eren unipersonals (24 homes vivint sols i 12 dones vivint soles), 52 parelles sense fills, 52 parelles amb fills i 12 famílies monoparentals amb fills.
La població ha evolucionat segons el següent gràfic:
Habitants censats

### Habitatges
El 2007 hi havia 496 habitatges, 162 eren l'habitatge principal de la família, 310 eren segones residències i 24 estaven desocupats. 322 eren cases i 173 eren apartaments. Dels 162 habitatges principals, 103 estaven ocupats pels seus propietaris, 53 estaven llogats i ocupats pels llogaters i 6 estaven cedits a títol gratuït; 3 tenien una cambra, 13 en tenien dues, 26 en tenien tres, 44 en tenien quatre i 75 en tenien cinc o més. 130 habitatges disposaven pel capbaix d'una plaça de pàrquing. A 91 habitatges hi havia un automòbil i a 61 n'hi havia dos o més.

### Piràmide de població
La piràmide de població per edats i sexe el 2009 era:
| Homes | Edats   | Dones |
| ----- | ------- | ----- |
| 0     | 95 o +  | 0     |
| 0     | 90 a 94 | 0     |
| 0     | 85 a 89 | 4     |
| 0     | 80 a 84 | 0     |
| 4     | 75 a 79 | 12    |
| 16    | 70 a 74 | 4     |
| 16    | 65 a 69 | 20    |
| 12    | 60 a 64 | 8     |
| 8     | 55 a 59 | 4     |
| 12    | 50 a 54 | 4     |
| 20    | 45 a 49 | 12    |
| 4     | 40 a 44 | 16    |
| 32    | 35 a 39 | 24    |
| 8     | 30 a 34 | 12    |
| 12    | 25 a 29 | 24    |
| 4     | 20 a 24 | 4     |
| 16    | 15 a 19 | 4     |
| 24    | 10 a 14 | 4     |
| 20    | 5 a 9   | 8     |
| 8     | 0 a 4   | 20    |

## Economia
El 2007 la població en edat de treballar era de 234 persones, 182 eren actives i 52 eren inactives. De les 182 persones actives 159 estaven ocupades (88 homes i 71 dones) i 22 estaven aturades (11 homes i 11 dones). De les 52 persones inactives 19 estaven jubilades, 11 estaven estudiant i 22 estaven classificades com a «altres inactius».

### Ingressos
El 2009 a Saint-Agnan-en-Vercors hi havia 176 unitats fiscals que integraven 414,5 persones, la mediana anual d'ingressos fiscals per persona era de 12.608 €.

### Activitats econòmiques
Dels 34 establiments que hi havia el 2007, 1 era d'una empresa alimentària, 1 d'una empresa de fabricació de material elèctric, 2 d'empreses de fabricació d'altres productes industrials, 2 d'empreses de construcció, 1 d'una empresa de comerç i reparació d'automòbils, 9 d'empreses d'hostatgeria i restauració, 3 d'empreses immobiliàries, 5 d'empreses de serveis, 6 d'entitats de l'administració pública i 4 d'empreses classificades com a «altres activitats de serveis».
Dels 5 establiments de servei als particulars que hi havia el 2009, 2 eren lampisteries, 2 restaurants i 1 agència immobiliària.
Dels 2 establiments comercials que hi havia el 2009, 1 era una fleca i 1 una botiga de material esportiu.
L'any 2000 a Saint-Agnan-en-Vercors hi havia 30 explotacions agrícoles que ocupaven un total de 686 hectàrees.

## Equipaments sanitaris i escolars
El 2009 hi havia una escola elemental.

## Poblacions més properes
El següent diagrama mostra les poblacions més properes.